# Мээнеткеч
Мээнеткеч (кирг. Мээнеткеч) — село в Чуйском районе Чуйской области Кыргызстана. Входит в состав Буранинского аильного округа. Код СОАТЕ — 41708 223 809 04 0.

## География
Село Мээнеткеч расположено в северной части области, в Чуйской долине, к северу от Киргизского хребта, к юго-юго-западу (SSW) от города Токмак. Абсолютная высота — 890 метров над уровнем моря.

## Население
| год     | 2009 | 2014 | 2015 |
| ------- | ---- | ---- | ---- |
| человек | 695  | 1012 | 1041 |